# Esfera de solvatación

Esfera de solvatación de un ion de sodio disuelto en agua.

Una esfera de solvatación es la interfase entre un solvente y cualquier compuesto químico o agregado molecular que esté disuelto en él (soluto). Cuando el solvente es agua, también es conocido como esfera de hidratación, sin embargo, este término puede confundirse con las esferas de hidratación que presentan algunos compuestos sólidos sin disolver. El número de moléculas de solvente que rodean a cada unidad de soluto es llamado número de hidratación del soluto.
Un ejemplo clásico se presenta cuando las moléculas de agua rodean un ion metálico. La carga positiva de los cationes metálicos atrae por electrostática a los oxígenos del agua que poseen una densidad de carga parcialmente negativa. El resultado es una esfera de solvatación de moléculas de agua que rodean al ion metálico, que puede tener varias moléculas de grosor dependiendo de la carga del ion, su distribución y su dimensión espacial. Es diferente, por ejemplo, solvatar un ion de Al3+, el cual es pequeño y posee una carga grande, que solvatar un fosfolípido o el ion guanidinio, el cual es voluminoso y posee una carga distribuida sobre un área mayor.
Un cierto número de moléculas de disolvente se ven involucradas en la esfera de solvatación alrededor de aniones y cationes de una sal disuelta. Los iones metálicos, en especial los metales de transición en solución acuosa, forman complejos con el agua. Este número puede ser determinado por diversos métodos como compresibilidad y mediciones de RMN, entre otros.

## Relación con el coeficiente de actividad de un electrolito
La número de solvatación de un electrolito disuelto puede ser relacionado con el componente estadístico del coeficiente de actividad de un electrolito y la relación entre el volumen molar aparente de un electrolito disuelto en una solución concentrada y el volumen molar del disolvente. La siguiente ecuación es específica para el agua, pues contiene una constante propia de dicho disolvente (55.5):
{\displaystyle \ln \gamma _{s}={\frac {h-\nu }{\nu }}\ln \left(1+{\frac {br}{55.5}}\right)-{\frac {h}{\nu }}\ln \left(1-{\frac {br}{55.5}}\right)+{\frac {br(r+h-\nu )}{55.5\left(1+{\frac {br}{55.5}}\right)}}}

## Esferas de solvatación de las proteínas
La esfera de solvatación de agua que se forma alrededor de las proteínas es de particular importancia para la bioquímica. La interacción de la superficie de la proteína con el agua que la rodea usualmente es conocida como hidratación de la proteína y es fundamental para su actividad biológica. La esfera de hidratación alrededor de la proteína puede tener una dinámica distinta del resto del agua que se encuentre a más de 1 nm de distancia. La duración del contacto con una molécula específica de agua puede encontrarse en un rango inferior a los nanosegundos, mientras que algunas simulaciones moleculares sugieren que el tiempo que cada molécula de agua pasa en dicha esfera de solvatación puede estar en el orden de los femtosegundos a picosegundos.  El tiempo de permanencia de una molecular de agua en la interfase proteica depende de la naturaleza local de las cadenas laterales, como así también de detalles estructurales de las proteínas, como se describe en Physics at the Biomolecular Interface: Fundamentals for Molecular Targeted Therapy. Autor: Ariel Fernandez. Edición ilustrada de Springer, x+483 pp. ISBN 978-3319308517.
Con otros solventes y solutos, factores como el impedimento estérico y cinético pueden afectar la esfera de solvatación.

## Dehidrón
Un dehidrón es un puente de hidrógeno en el esqueleto de las proteínas que está aislado del agua y tiene una propensión a promover su propia deshidratación, un proceso tanto energética como termodinámicamente favorecido. Son resultado de una acumulación incompleta de cadenas laterales no polares que envuelven el par de grupos polares dentro de la estructura proteica. Los dehidrones promueven la remoción del agua de los alrededores a través de asociaciones proteicas o unión a ligandos.
Los dehidrones pueden ser identificados calculando el trabajo reversible por unidad de área requerido para cubrir la interfase acuosa de una proteína soluble. Esa energía libre permite calcular la así llamada tensión epiestructural de la interfase. Una vez identificados los dehidrones, los mismos pueden ser utilizados en el descubrimiento de fármacos tanto para identificar nuevos compuestos como para optimizar los ya existentes. Los compuestos químicos con potencial para convertirse en fármacos pueden ser diseñados para "envolver" (wrapping) los dehidrones y protegerlos del ataque del agua mediante la asociación con la proteína que se pretende bloquear por razones terapéuticas.